# Röntgenlaser
Een röntgenlaser is een laser die een coherente bundel elektromagnetische straling uitzendt in het röntgenbereik.
Het enige succesvol geteste ontwerp hiervoor tot nu toe is een nucleair apparaat, bestaande uit een klein kernwapen met één of meer "staven" met daarin metaaldeeltjes. In de zeer korte tijd nadat de ontploffing is begonnen en voordat de staven zijn vernietigd, initieert de intense straling van de H-bom een populatie-inversie in de staven, die gedurende een zeer korte tijd een zeer intense, gerichte bundel röntgenstraling uitzenden. Een systeem van dergelijke lasers was een van de opties voor het Strategic Defense Initiative (het „Star Wars”-programma), het door de Amerikaanse president Ronald Reagan gestarte maar later afgeblazen „raketschild”.
Zeer intense (maar niet coherente) röntgenstraling kan worden opgewekt met synchrotrons. Verder hoopt men in de nabije toekomst met vrije-elektronenlasers ook straling in het röntgenbereik op te kunnen wekken.